# 索尔博洛-梅扎尼

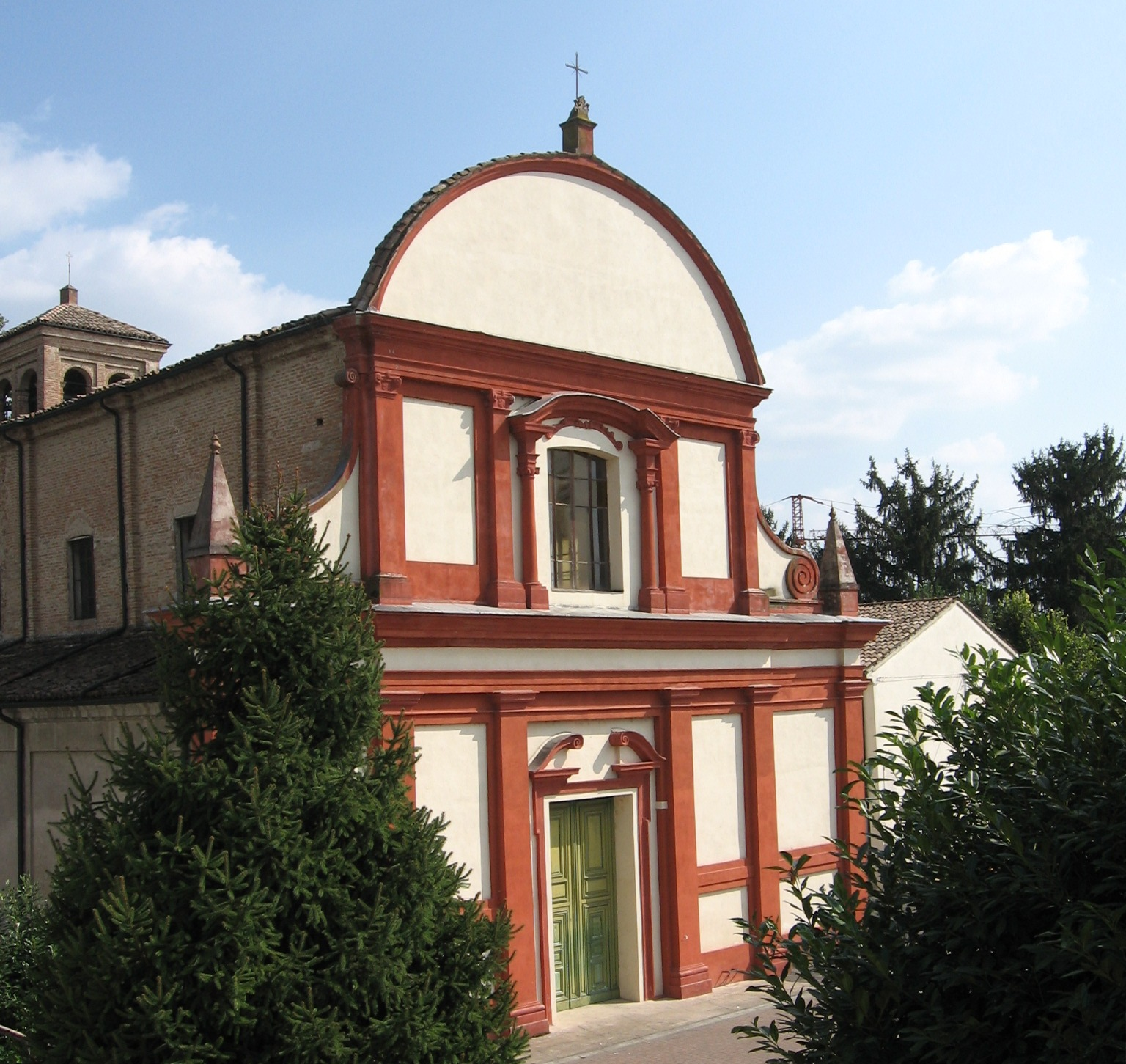
教堂

索尔博洛-梅扎尼（義大利語：Sorbolo Mezzani）是意大利艾米利亚-罗马涅大区帕爾馬省的市镇。市镇面积为66.98平方公里，2019年人口数量为12,733人。
此市镇成立于2019年1月1日，由索尔博洛和梅扎尼两市镇合并而成。